# 스타 트렉: 디스커버리
《스타 트렉: 디스커버리》(영어: Star Trek: Discovery)는 미국 CBS에서 2017년도부터 방영하고 있는 미국의 SF 스타 트렉의 6번째 시리즈이다. 2005년 《스타 트렉: 엔터프라이즈》 이후 12년 만이다. 《스타 트렉: 디 오리지널 시리즈》의 10년 전을 다루고 있으며, 《스타 트렉 리부트 영화 시리즈》(《스타트렉 더 비기닝》,《스타트렉 다크니스》,《스타트렉 비욘드》)와는 별개의 타임라인을 가진다.

## 타임라인
〈디스커버리〉의 타임 라인(time line)은 〈디 오리지널 시리즈〉의 10년전을 다루면서도 또 다른 평행우주인 스타트렉 특유의 거울우주(Mirror Universe)을 다루고 있을뿐만아니라 시즌3에서는 930년후인 3188년의 미래를 배경으로 다루고있다. 이 역시 스타트렉 특유의 과학적 상상력의 진일보한 조예깊은 우주관을 연출하고 있다. 이러한 시공간의 얽히고설킨 스토리를 조밀하게 풀어내는 플롯의 웅대하면서도 유려한 설계능력을 보여주고있다.

## 출연
- 소니콰 마틴-그린(Sonequa Martin-Green) - 마이클 버넘(Michael Burnham) 역 , 스팍(Spock)의 오누이(입양형제) , USS 디스커버리 호의 과학장교(Science Specialist).
- 더그 존스(Doug Jones) - 사루(Saru) 역 ,USS 디스커버리 호의 부함장(First Officer).
- 샤자드 라티프(Shazad Latif) - 에쉬 테일러(Ash Tyler) 및 보그(Voq)역
- 앤서니 랩(Anthony Rapp) - 폴 스타메츠(Paul Stamets) 역
- 메리 와이즈먼(Mary Wiseman) - 실비아 틸리(Sylvia Tilly) 역
- 제이슨 아이작스(Jason Isaacs) - 가브리엘 로카(Gabriel Lorca) 역 , USS 디스커버리 호의 선장(Captain).
- 윌슨 크루즈(Wilson Cruz) - 휴 컬버(Hugh Culber) 역
- 앤슨 마운트(Anson Mount) - 크리스토퍼 파이크(Christopher Pike) 역
- 양자경(Michelle Yeoh) - 필리파 조지우(Philippa Georgiou)
- 에단 펙(Ethan Peck) - 스팍(Spock) , 마이클 버넘의 입양형제(남동생)
- 데이비드 아잘라(David Ajala) - 클리블랜드 부커(Cleveland Booker) 줄여서 북(Book) - 3188년(32세기)의 화물운반공(courier)